# Crash & Bernstein
Crash & Bernstein (Crash & Bernstein) è una serie televisiva del 2012 con pupazzi di pezza, andata in onda negli Stati Uniti su Disney XD a partire dall'8 ottobre 2012. Il canale ha rinnovato la serie per una seconda stagione il 15 aprile 2013.
La serie, creata da Eric Friedman, racconta la storia di un ragazzo di 12 anni che ha tre sorelle e desidera un fratello. Un giorno il suo desiderio diventa realtà, quando il suo pupazzo prende vita.
La produzione della serie è iniziata intorno a maggio 2012. Il 9 novembre, il canale ha esteso la prima stagione a 26 episodi. In Italia la serie viene trasmessa a partire dall'8 aprile 2013.

## Trama
Wyatt Bernstein è un ragazzo di 12 anni, che per il suo compleanno viene portato in un negozio dove si crea il proprio pupazzo, a cui dà il nome di Crash. Il pupazzo prende vita quando Wyatt desidera un fratello, e da quel giorno anche la sua vita cambia.
La serie è ambientata a Portland, Oregon.

## Episodi
| Stagione         | Episodi | Prima TV USA | Prima TV Italia |
| ---------------- | ------- | ------------ | --------------- |
| Prima stagione   | 26      | 2012-2013    | 2013            |
| Seconda stagione | 13      | 2013-2014    | 2014            |

## Personaggi
Wyatt Bernstein è un ragazzo di 12 anni che desidera avere un fratello, dato che vive con ben quattro femmine: sua madre e tre sorelle.
Crash è un pupazzo viola che ha preso vita dopo che Wyatt ha desiderato di avere un fratello. Ha strani passatempi, ad esempio parlare con i gabbiani.
Amanda Bernstein è la sorella maggiore di Wyatt. Non sopporta Crash e vorrebbe liberarsene.
Cleo Bernstein è la sorella maggiore di Wyatt, anche se solo di un anno. Ha una linea di abbigliamento che ha chiamato "CLEO". 
Jasmine Bernstein è la sorella minore di Wyatt. Ha sei anni.
Pesto è il migliore amico di Wyatt. Ha una cotta per Amanda, mentre Cleo è innamorata di lui. Lavora presso la sala giochi dei suoi genitori. A volte fa cose imbarazzanti, come nascondersi nel bagno delle ragazze alla vista di un bullo. All'inizio odiava Crash, ma ora sono diventati amici.
Mel Bernstein è la madre di Wyatt.

## Doppiatori
| Personaggio   | Doppiatore italiano |
| ------------- | ------------------- |
| Wyatt         | Lorenzo Crisci      |
| Crash         | Franco Mannella     |
| Pesto         | Francesco Ferri     |
| Amanda        | Emanuela Ionica     |
| Cleo          | Vittoria Bartolomei |
| Signor Poulos | Marco Mete          |
| Mel           | Claudia Razzi       |
| Jasmine       | Alice Porto         |
| Scottie       | Andrea Di Maggio    |
| Coach Urkhart | Stefano Mondini     |
| Gretchen      | Francesca Guadagno  |